# Порошин, Константин Титович
Константин Титович Порошин (08.01.1907 — 13.02.1971) — советский химик, академик Академии наук Таджикской ССР (1960).

## Биография
Родился в Тамбове, там же учился в школе и работал до 1926 г. Окончил Вологодский институт молочной промышленности (1931).
В 1936—1941 гг. научный сотрудник Лаборатории белка АН СССР.
В 1941—1945 гг. служил в РККА.
В 1945—1960 гг. работал в Институте органической химии АН СССР.
Доктор химических наук (1952, тема диссертации «Исследования в области первичной деструкции белка»).
С 1960 г. академик и вице-президент АН Таджикской ССР.
Скончался 13 февраля 1971 года, похоронен на Центральном кладбище Душанбе.

### Научные интересы
- 1950-е гг. — химические и физико-химические свойства продуктов первичной деструкции белковых молекул;
- 1960-е гг. — вторичная структура фибриллярных белков, в частности — коллагена и фиброина шёлка;
- 1970-е гг. — синтез биологически активных соединений на основе α-аминокислот, пептидов, фосфиновых аналогов пептидов, белков и алкалоидов; синтез полипептидов.

### Публикации
- Избранные труды в области химии белка и пептидов [Текст] / К. Т. Порошин ; Отв. ред. акад. П. М. Соложенкин ; АН ТаджССР. — Душанбе : Дониш, 1977. — 202 с., 1 л. портр. : граф.; 26 см.
- Синтез полиаминокислот и регулярных полипептидов [Текст] / К. Т. Порошин, В. А. Шибнев ; Отв. ред. канд. хим. наук И. У. Нуманов ; АН Тадж. ССР. — Душанбе : Дониш, 1968. — 257 с., 1 л. табл. : ил.; 22 см.